# Corralito

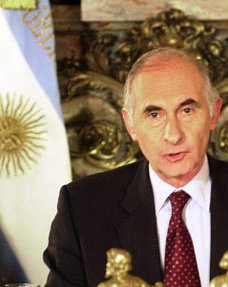
El llavors responsable de la decisió política: el president Fernando de la Rúa

El mot espanyol corralito començà a ser emprat l'any 2001 a l'Argentina per a denominar un conjunt de mesures legals excepcionals que comportaren restringir la lliure disposició de diners en efectiu per llurs posseïdors. Aquestes mesures afectaven fons de dipòsits a termini fix, comptes corrents i comptes d'estalvi. Foren imposades pel govern de Fernando de la Rúa el desembre del 2001, i es mantingueren vigents gairebé un any, fins al 2 de desembre del 2002, quan va ser anunciat oficialment l'alliberament dels dipòsits retinguts.
Amb aquestes restriccions el govern argentí volia impedir que els diners fugissin del sistema bancari i de retruc evitar que una onada de pànic bancari arribés a col·lapsar el sistema. Domingo Cavallo, aleshores ministre d'Economia del govern argentí, defensà aquestes mesures per tal com, en afavorir el pagament per mitjans electrònics, s'evitava l'evasió impositiva alhora que feien augmentar l'ús dels serveis bancaris per part de la població.
El periodista econòmic argentí Antonio Laje, responsable d'una secció d'opinió econòmica en un programa de Daniel Hadad, fou el primer a emprar amb aquest sentit el mot corralito, que a l'Argentina és com se'n diu d'una mena de gàbia encoixinada i closa amb una xarxa, amb estructura de canelles o fustes, on hom deixa els nadons perquè hi dormin o hi juguin segurs, atès que no poden escapar-ne.

## Antecedents

Inflació a l'Argentina (1950-2000).

La recessió més perllongada de la història argentina s'havia iniciat a mitjan 1998, a les acaballes del segon mandat de Carlos Saúl Menem. En les eleccions del 24 d'octubre del 1999 els candidats d'Aliança, Fernando de la Rúa i Carlos Álvarez, van guanyar els de la candidatura peronista, Eduardo Duhalde i Ramón Ortega, i van ser proclamats president i vicepresident de l'Argentina.
Degut a les crisis financeres globals i, més concretament, la brasilera; l'any 1999 el dèficit fiscal de l'Argentina era de 7.350 milions de pesos. De la Rúa va prendre mesures severes d'ajustament per tal de sanejar les finances tot mantenint, d'acord amb el seu programa econòmic, la convertibilitat de la moneda (amb un valor de canvi ancorat en el dòlar nord-americà).
El govern establí un augment impositiu mirant d'aprofitar la reactivació incipient de l'economia argentina que s'albirava el primer quadrimestre del govern aliancista, en què hi hagué un creixement econòmic.
El pes del deute extern, però, ofegava el govern i feia augmentar el dèficit fiscal. A més, els bancs tenien una gran exposició amb el govern nacional i la sospita que l'estat fes suspensió de pagaments engrandia la probabilitat que hi hagués una fugida bancària. El desembre del 2000 el ministre d'economia, José Luis Machinea, va negociar un paquet de salvament de gairebé 40.000 milions de dòlars (anomenat blindatge) que permetia d'endarrerir pagaments de capital i d'interessos i en conseqüència l'estat alleugés la gravetat de la seva situació financera i recuperés la confiança.
Malgrat la mesura, el març del 2001 van començar a fugir dipòsits dels bancs argentins. Si el gener del 2001 hi havia 85.000 milions $ USA en dipòsits, al març ja n'havien desaparegut més de 5.000 milions. Aquest mateix mes José Luis Machinea va ser substituït com a ministre d'Economia per Ricardo López Murphy, fins llavors ministre de Defensa. El nou ministre va anunciar un seguit de mesures antipopulars que foren molt contestades i que van acabar fent-lo renunciar al cap de dues setmanes. En aquest context fou cridat a posar-se al capdavant del Ministeri d'Economia Domingo Cavallo, antic ministre de Carlos Menem i "pare" de la convertibilitat, el qual tenia aleshores un prestigi notable entre els sectors mitjans i alts de la població, .
El juny del 2001 el govern de De la Rúa va demanar un ajut complementari al Fons Monetari Internacional (FMI) i als bancs privats per reduir la pressió del deute extern, l'anomenat megacanje, de 29.500 milions $ USA. Amb tot i això, la recessió i la fugida de capitals no minvaven. A més, les mesures d'ajustament que formaven part de les condicions de l'FMI a canvi del seu ajut van fer créixer el descontentament de la població.
El govern encara va intentar contenir la situació amb un seguit de mesures: al juliol va sancionar la Llei 25.453 de "dèficit zero" i a l'agost, la Llei 25.466 d'"intangibilitat dels dipòsits". La crisi, però, era tan fonda que tots els indicadors caigueren bruscament el segon semestre. A l'octubre, la desocupació va fer rècord: 4,8 milions de desocupats, és a dir, 18,3% de la població activa; afegint-hi els subocupats, la xifra arribava a 34,6% de la població activa. El deute públic arribava a 132.000 milions de dòlars estatunidencs. Les dades de novembre, just abans d'esclatar la crisi, eren devastadores, amb caigudes d'11,6% en la indústria; 18,1% en la construcció, 27,5% en la indústria automotriu, etc. La prima de risc va ser el més alt de la història: 5.000 punts bàsics.

## Els fets
Davant l'increment de retirades de fons dels bancs —al novembre, els dipòsits havien minvat fins a 67.000 milions $ USA— el govern publicà, el 3 de desembre del 2001, el decret 1570/2001, que establia prohibicions per a les entitats financeres i per al públic.

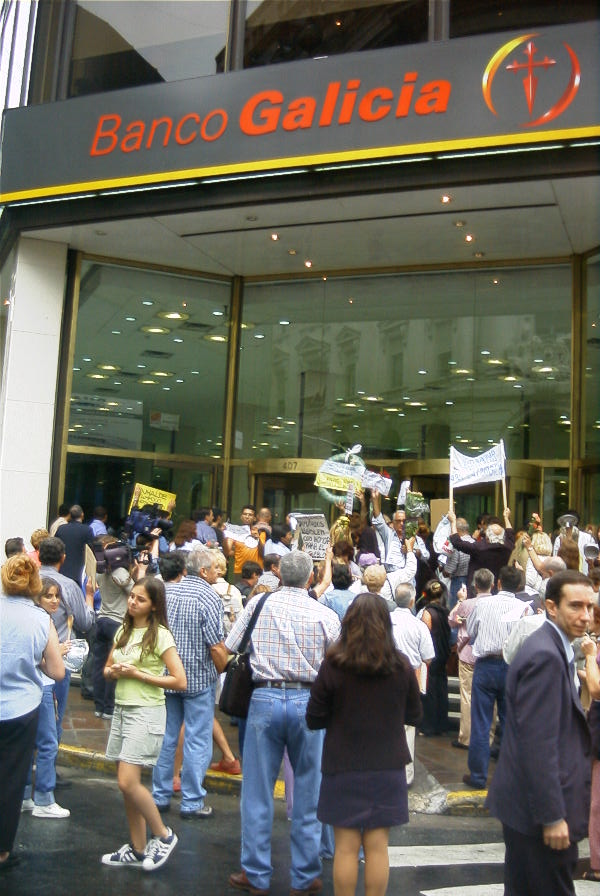
Manifestació contra el corralito a Buenos Aires, 2002

### Prohibicions per a les entitats
1. No poden fer operacions actives denominades en pesos, ni intervenir en el mercat de futurs o opcions de monedes estrangeres, ni arbitrar directament o indirecta amb actius a termini en pesos. Les operacions vigents podran convertir-se en dòlars nord-americans en la relació prevista en la Llei de Convertibilitat núm. 23.928, amb el consentiment del deutor.
2. No podran oferir taxes d'interès superiors per als dipòsits denominats en pesos, respecte a les que ofereixin per als dipòsits denominats en dòlars nord-americans. Les operacions vigents podran convertir en moneda estrangera, a sol·licitud dels seus titulars, en la relació prevista en la Llei de Convertibilitat núm. 23.928.
3. No podran cobrar cap comissió per la conversió dels pesos que rebin per realitzar qualsevol tipus de transacció, dipòsit, pagament, transferència, per dòlars nord-americans en la relació prevista en la Llei de Convertibilitat núm. 23.928, ni en les operacions de conversió de dòlars nord-americans per pesos, sempre que qualsevol d'aquestes operacions es cursin amb comptes oberts en entitats financeres.

### Prohibicions per al públic
1. Retirar en efectiu més de dos-cents cinquanta pesos ($ 250) o 250 $ nord-americans (US $ 250) per setmana, per part del titular, o dels titulars que actuïn de manera conjunta o indistinta, del total dels seus comptes en cada entitat financera.
2. Les transferències a l'exterior, amb excepció de les que corresponguin a operacions de comerç exterior, al pagament de despeses o quantitats retirades a l'exterior amb targetes de crèdit o dèbit emeses al país, o a la cancel·lació d'operacions financeres o per altres conceptes, en aquest últim cas, només si ho autoritza el Banc Central de la República Argentina.

### Objectius perseguits
Els objectius n'eren evitar la fugida de dipòsits i l'especulació sobre una possible sortida de la convertibilitat. Tenint això present, el govern de De la Rúa i Cavallo va recórrer, per aturar l'amenaça d'un crac bancari, a una jugada desesperada que imposava la retenció forçosa dels dipòsits i la pretesa "bancarització" de totes les transaccions mitjançant l'ús de la targeta de dèbit.

### Conseqüències
En restringir bruscament la liquiditat monetària, aquestes mesures van ofegar tot moviment econòmic: van paralitzar el comerç i el crèdit, van trencar les cadenes de pagament i van asfixiar l'economia "informal" o "no formal", de la qual depèn la subsistència quotidiana d'una porció significativa de la població.

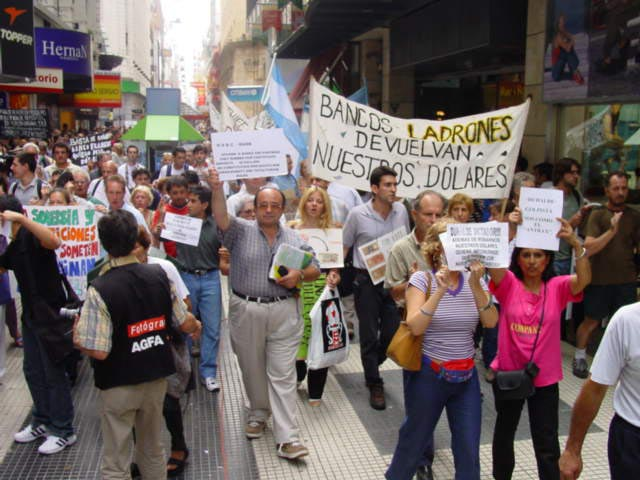
Una protesta contra bancs el 2002

La tensió social es va incrementar amb la mesura, que va esdevenir summament impopular entre la població, sobretot la classe mitjana. Els detractors de la convertibilitat (empreses endeutades en dòlars i mal administrades, governs provincials amb alts dèficits, sindicats corruptes, etc.) van aprofitar l'oportunitat per a organitzar excessos amb l'objectiu de produir un cop institucional que fes caure De la Rua i, així, poder acabar amb la convertibilitat, objectiu buscat per aquests sectors des de feia temps.
Caigut De la Rúa, Adolfo Rodríguez Saá assumí la presidència i declarà el default del deute públic de l'Argentina, la major suspensió de pagaments d'un estat mai coneguda. Però Rodríguez Saá tampoc no volgué abandonar la convertibilitat, la qual cosa hauria fet recaure el cost de la corrupció política i sindical de l'Argentina i de la ineficiència d'algunes empreses dependents del poder polític, sobre els argentins de classe mitjana i baixa, i es veié obligat a dimitir ben aviat. De fet, el govern de Rodríguez Saá va durar només una setmana i el 3 de gener del 2002 va assumir la presidència Eduardo Duhalde.
Mentrestant, iniciava una fugida bancària cap al veí Uruguai: milers d'argentins passaven la frontera a retirar els seus diners dipositats en un sistema bancari més liberal i que mai no havia convertit en pesos els dipòsits. Però aquesta estampida, que va durar uns quants mesos, acabaria sent una de les causes de la crisi bancària del 2002 a l'Uruguai.

## Corralón
En assumir la presidència, Eduardo Duhalde va declarar que serien "respectades les monedes en què van ser pactats originalment els dipòsits (...) qui va dipositar dòlars rebrà dòlars... qui va dipositar pesos rebrà pesos".

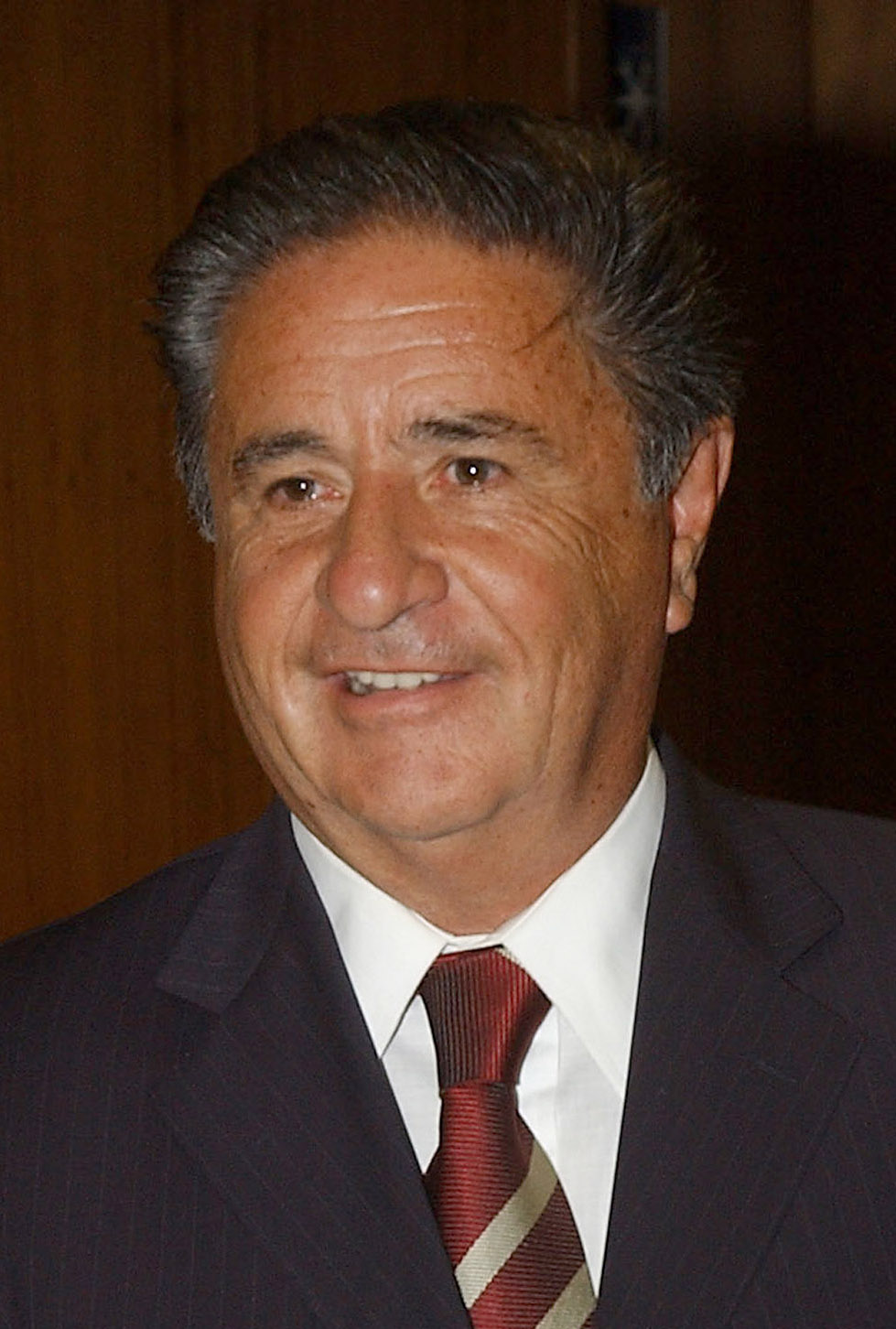
Eduardo Duhalde

El 6 de gener del 2002, el govern de Duhalde promulgà la Llei d'Emergència Pública i Reforma del Règim Canviari, que derogava la convertibilitat i convertia en pesos els crèdits atorgats pel sistema financer. El 9 de gener del 2002, el govern publica el Decret 71/2002, que estableix el nou tipus de canvi oficial en 1,40 pesos per dòlar nord-americà. Aquest mateix decret també reglamenta la conversió en pesos dels deutes de les persones físiques i jurídiques d'acord amb l'esquema de canvi d'un peso ($ 1) = un dòlar nord-americà (US $ 1) i manté la resta de condicions originàriament pactades.
El corralito no deteriorava l'actiu dels dipositants argentins, ja que en mantenia el valor (1 peso = 1 dòlar); el corralón, en canvi, sí que ho feia, perquè violava la Llei 25466 abans esmentada. Anys més tard, la Cort Suprema encara avalaria aquesta mesura.
El mateix 9 de gener, el govern reglamenta el citat decret mitjançant la Resolució 6/2002 del Ministeri d'Economia, que establia la reprogramació dels dipòsits en comptes d'estalvi, comptes corrents i en terminis fixos d'acord amb un cronograma en funció de les sumes dipositades.
Posteriorment, amb data de 6 de febrer del mateix any, el govern promulga el Decret núm. 214/2002, anomenat de "Reordenament del Sistema Financer", que va disposar:
1. A partir de la data d'aquest decret, queden transformades en pesos totes les obligacions de donar sumes de diners, de qualsevol causa o origen -judicials o extrajudicials- expressades en dòlars nord-americans, o altres monedes estrangeres, existents en la sanció de la Llei núm. 25.561 i que no es trobessin ja convertides en pesos.
2. Tots els dipòsits en dòlars nord-americans o altres monedes estrangeres existents en el sistema financer seran convertits en pesos a raó d'un peso amb 40 centaus ($ 1,40) per cada dòlar nord-americà, o el seu equivalent en una altra moneda estrangera. L'entitat financera complirà amb la seva obligació retornant pesos en la relació indicada.
3. Tots els deutes en dòlars nord-americans o altres monedes estrangeres amb el sistema financer, qualsevol que sigui la seva suma o naturalesa, seran convertits en pesos a raó d'un peso per cada dòlar nord-americà o el seu equivalent en una altra moneda estrangera. El deutor complirà amb la seva obligació retornant pesos en la relació indicada.

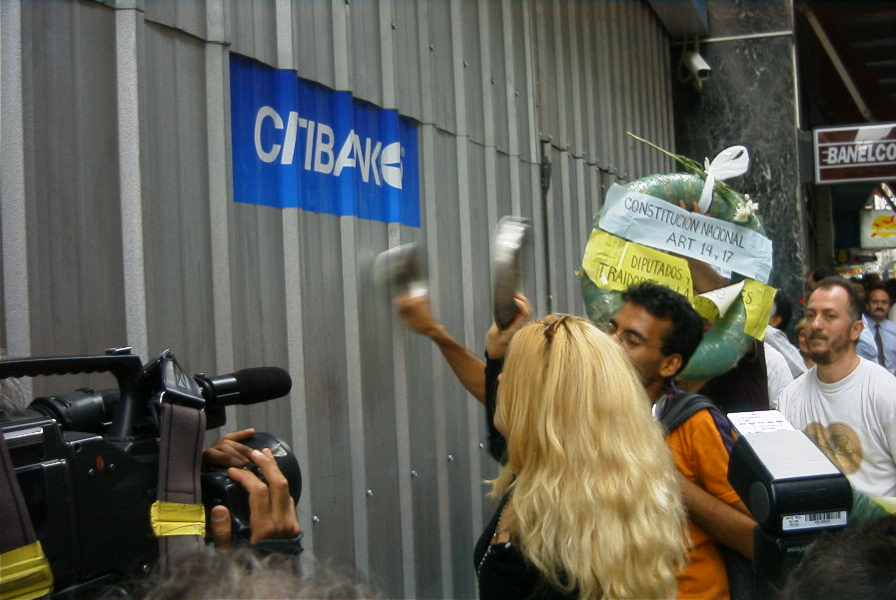
Una manifestant copeja amb un plat la protecció metàl·lica del front d'una sucursal bancària durant una protesta d'estalviadors

Establint d'aquesta manera l'anomenada "pesificació asimètrica", en la qual els deutes amb el sistema financer van ser convertits en pesos a raó d'un peso per dòlar, però els dipòsits en moneda estrangera van ser reconeguts per les entitats financeres a raó d'1,40 USD = US $ 1, 00. La diferència va ser reconeguda pel govern nacional amb un bo que se li va lliurar als bancs per compensar aquesta "asimetria". Posteriors modificacions van permetre una conversió de deutes en moneda estrangera més àmplia, i generaren una important liquació de passius d'empreses, finançades pel govern nacional.

## La fi delCorralito
El corralito finalitzà oficialment el 2 de desembre del 2002, quan el ministre d'Economia Roberto Lavagna va anunciar l'alliberament dels dipòsits retinguts, cap a 21.000 milions de pesos. La mesura va anar acompanyada de controls canviaris, de manera que no es va permetre a cap persona o empresa adquirir més de 100.000 dòlars.
El 28 de desembre del 2006, la Cort Suprema de Justícia de la República Argentina va avalar la conversió en pesos i la reprogramació dels dipòsits. En la sentència d'un cas va ordenar la devolució dels fons a raó d'1,40 $ per dòlar dipositat, més la inflació minorista que hi havia hagut durant el període, més una taxa d'interès anual de 4% —el resultat d'aquest compte dona uns 3,08 $ per dòlar. Aquesta sentència va establir jurisprudència sobre una qüestió que beneficiaria els estalviadors que encara tenien judicis pendents.